# 강동성 전투
강동성 전투(江東城戰鬪)는 고려와 몽골, 동진(東眞)의 연합군이 1218년(고종 5년) 강동성(江東城 : 평양 동쪽 강동군에 있던 성)에서 남은 거란군을 정벌한 전투이다.

## 배경
몽골군에 쫓겨 1216년(고종 3) 고려에 침입한 이래 한때 그 형세가 대단하여 황해도 지방까지 출몰하던 거란족은 고려 침입 이후 끊임없이 일어나는 내분(內紛)과, 고려 관군의 토벌 작전으로 그 형세가 꺾여 드디어 강동성에 입거(入據)하였다.

## 경과

### 동맹 제의
1218년(고종 5) 칭기즈칸은 그의 원수(元帥) 합진(哈眞)이 이끈 1만의 군대와 동진(東眞 : 동하(東夏))의 장수 완안자연(完顔子淵)이 인솔한 2만의 병력을 연합하여, 고려에 보내어 거란을 토멸하고 고려를 구한다는 명목으로 동북면의 성천·강동 지방에 상륙하였다. 적의 거성(據城)이던 화주(和州 : 영흥)·맹주(孟州 : 맹산)·덕주(德州 : 덕천)·순주(順州 : 순천)의 4성(城)을 차례로 쳐부수고 적의 주력이 있는 강동성을 향하여 쳐내려 왔다.
그러나 때마침 큰 눈이 내려 군량의 보급로가 끊어지고, 강동의 적은 성벽을 굳게 하여 공위자(攻圍者)를 피로케 하려고 하므로 몽골 장수 합진은 고려의 서북면 원수부에 통사(通事 : 통역관)를 보내어 군량의 원조(援助)를 요청하고, 또 거란을 쳐부순 뒤에 몽골·고려 양국이 형제의 약속을 맺을 것을 내용으로 하는 통첩을 몽골 황제 칭기즈칸의 이름으로 전해 왔다.
원수부(元帥府 : 조충)에서는 그들의 요청을 수락하고, 중군판관(中軍判官) 김양경(金良鏡 : 김인경(金仁鏡))을 보내어 정예병 1천으로 쌀 1천 섬을 호송케 했다. 그러나 당시 고려에서는 몽골이 거란을 물리치고 고려를 구한다고 하지만 몽골은 일찍이 이적(夷狄) 가운데서도 가장 흉한 종족으로서, 서로 접촉한 일이 없는 생소한 나라였기 때문에 그들의 참뜻을 의심하여 강화가 늦어졌다.
다음 해인 1219년(고종 6) 정월, 드디어 권지합문지후(權知閤門祉侯) 윤공취(尹公就)와 중서주서(中書注書) 최일(崔逸)이 결화의 첩문(諜文)을 가지고 몽골 군영(軍營)에 가고, 몽골도 답례의 사자를 보내어 서로 화의(和義)를 굳게 하였다.

### 여몽 공동작전
그 뒤 몽골 원수 합진이 강동성을 쳐부수고자 자주 서북면 원수 조충에게 군사의 증파(增派)를 요구하고, 서북면 병마사 김취려는 지병마사 한광연(韓光衍, 1155년~1237년 4월 26일(음력 3월 30일))과 같이 십장군병(十將軍兵) 및 신기(神騎)·대각(大角)·내상(內廂)의 정병(精兵)을 거느리고 몽골군 진영으로 나아갔다.
수일 후 조충(趙沖)도 합세, 몽골 장수 합진 등과 같이 공동작전을 모의하였다. 적이 도망하지 못하도록 미리 성 밑에 넓이 깊이 각 10자의 못을 파기 시작하여, 성의 남문(南門)으로부터 동남문(東南門)에 이르는 사이를 완안자연(完顔子淵)이 맡고, 동문(東門) 이북은 김취려가 맡아 공격하였다.
이에 거란은 형세가 불리하게 되어 40여 인이 성을 넘어 몽골군에 항복하니 거란 왕자 함사(喊舍)는 목을 매어 자살하고, 그의 관인(官人)·장졸·부녀는 모두 성문을 열고 나와 항복하였는데 그 수가 5만여 인이었다.
합진은 조충 등과 더불어 투항의 상황을 순시하였다. 그때 왕자의 처자 및 위승상(僞丞相)·평장(平章) 이하 백여 인을 즉시 참형(斬形)에 처하였고, 나머지는 모두 죽이지 않고 여러 군(軍)으로 지키게 하였다. 이로써 3년에 걸쳐 고려를 괴롭혔던 거란을 연합군은 별다른 큰 전투(戰鬪)와 희생 없이 토벌하였다.

## 결과
이때 몽골 원수 합진은 고려 원수 조충 등과 양국의 결호(結好)와 형제의 맹약(盟約)을 맺고, 합진은 거란의 부녀(婦女)·동남(童男) 7백 명과 적에게 붙잡혀 갔던 고려 백성 2백 명을 고려에 돌려주었다. 특히 15세가량의 거란 여자 각 9인과 준마(駿馬) 각 9필(匹)을 조충·김취려에게 보내고 나머지는 전부 몽골로 끌고 가게 했다. 조충은 이러한 거란의 부로(俘虜 : 포로)들을 각도(各道)의 주·현에 분송(分送)하고 땅을 주어 살게 하였는데 이들이 살던 곳을 거란장(契丹場)이라 불렀다.
이 강동성 전투는 고려를 괴롭히던 거란을 완전 소탕했다는 의의 외에도 이 싸움으로 해서 형성되었던 고려와 몽골 간의 최초의 교섭을 기점으로 그 후에 복잡하고도 중대한 여몽 관계가 전개되었음을 들 수 있다.

## 같이 보기
- 고려-요 전쟁
- 고려-몽골 전쟁